# BMW E36
La sigla BMW E36 identifica la terza generazione della Serie 3, un'autovettura di fascia medio-alta prodotta dal 1990 al 2000 dalla casa automobilistica tedesca BMW.

## Profilo e storia

### Genesi e debutto
Il progetto E36, volto alla realizzazione dell'erede della E30, ebbe inizio a metà degli anni ottanta. La E30 in produzione a quell'epoca stava riscuotendo un gran successo di vendite, malgrado alcuni difetti ancora non risolti come l'abitabilità interna migliorabile. Per la futura terza generazione della Serie 3, oltretutto, si ritenne opportuno far lievitare le dimensioni esterne, poiché così facendo, da una parte ci si sarebbe potuti mantenere al passo con la concorrenza, che sfornava modelli di sempre maggiori dimensioni ad ogni cambio generazionale, mentre dall'altra si sarebbe potuto risolvere o quantomeno migliorare il problema legato all'abitabilità. Un'altra specifica richiesta dai vertici BMW in fase di avvio del progetto fu quella di migliorare l'aspetto legato ai consumi di carburante e all'efficienza dei motori, nonché ai costi di esercizio. Ed ancora, si richiese ai progettisti della Casa dell'Elica di ottimizzare anche il fattore sicurezza. Infine, un'altra richiesta fu quella di ridurre al minimo possibile (per l'epoca, si intende) l'impatto ambientale legato al ciclo vitale di ogni esemplare. Più nello specifico, si richiese che la vettura fosse assemblata con componenti riciclabili per almeno l'80%. L'incarico di disegnare il nuovo modello fu nuovamente affidato a Claus Luthe, qui in uno dei suoi ultimi incarichi alla Casa di Monaco.
Per quanto riguarda la meccanica, venne imposta una maggior maneggevolezza e migliori doti dinamiche in generale. A questo proposito va citato un aneddoto: si scelse per tali esigenze di rivedere il comparto sospensioni, in particolare il retrotreno. Per testare queste nuove geometrie venne realizzato nel 1986 un prototipo con carrozzeria roadster che montava il nuovo retrotreno denominato Z-link. Tale prototipo ebbe un tale successo di pubblico che alla BMW ne decisero la produzione in piccola serie con la denominazione commerciale di BMW Z1. Il debutto della nuova Serie 3 avvenne nell'ottobre del 1990 in Francia, presso il Circuito Prove di Miramas, quando il modello venne presentato finalmente alla stampa.

### Design ed interni
Come si è già detto, la E36 fu uno degli ultimi lavori di Claus Luthe presso la BMW, prima dei nefasti eventi che colpirono tragicamente la vita personale del capo designer tedesco, delle conseguenti vicende giudiziarie e delle definitive dimissioni di questi dall'azienda tedesca. Stilisticamente, la nuova E36 non aveva praticamente nulla a che vedere con la precedente E30: più grande ed imponente (sebbene fosse rimasta al di sotto dei quattro metri e mezzo di lunghezza), vantava soluzioni destinate a tracciare il nuovo corso stilistico BMW anche dopo l'addio di Luthe e l'arrivo di Chris Bangle dal Gruppo Fiat.
Da qualunque prospettiva si osservasse la nuova Serie 3, l'impressione era quella di avere a che fare con un'auto massiccia, robusta e che dava un gran senso di sicurezza. Il frontale mostrava già le prime grandi novità: prima di tutto i gruppi ottici anteriori, non più a fari tondi sdoppiati e non più circondati da una calandra uniforme per tutta la lunghezza del muso. Nella E36 erano infatti presenti doppi gruppi ottici racchiusi sotto un unico proiettore, mentre gli indicatori di direzione vennero integrati ai lati dei gruppi ottici stessi, sebbene al di fuori della zona carenata; ed ancora, lo scudo paraurti era del tutto nuovo, più massiccio, anche se il fatto di aver optato per la realizzazione in plastica grezza non verniciata fece storcere il naso a non pochi osservatori (in seguito verrà infatti sostituito con uno scudo paraurti in tinta). 
Linee più massicce che in precedenza anche per la vista laterale, dove il profilo del muso era più arrotondato e più aerodinamico, grazie anche ai montanti più inclinati, sia anteriormente che posteriormente. A tale proposito, va detto che un buon lavoro venne svolto sul fronte della penetrazione aerodinamica, come peraltro dimostrato dal Cx pari a 0.29, decisamente ottimizzato rispetto alla E30. La ricerca aerodinamica fu voluta per contribuire al contenimento dei consumi: a ciò contribuirono anche gli stessi fari anteriori carenati. I montanti posteriori, caratterizzati dal "gomito di Hofmeister", erano anche molto più massicci e ad accentuare la sensazione di robustezza nella fiancata contribuiva anche la linea di cintura sensibilmente più alta rispetto alla precedente generazione della Serie 3. La coda era caratterizzata da un taglio più netto che in passato, grazie anche al padiglione spiovente che la faceva sembrare più corta. Il suo disegno concavo e tronco era dato anche dalla presenza appena visibile di uno spoiler integrato che donava dinamismo alla visione d'insieme. I fari posteriori di nuovo disegno e di forma trapezoidale erano più corti ed avvolgenti che non nella E30, ed in parte erano integrati nel portellone bagagli.
Gli interni della E36 erano più curati che nella E30. In effetti, un gran lavoro era stato svolto a livello di ergonomia, andando ad ottimizzare il già noto cockpit rivolto verso il conducente. Anche a livello di finitura, si lavorò per eliminare quei difetti venuti alla luce nella precedente generazione, vale a dire le plastiche non di qualità eccelsa, così come i rivestimenti in tessuto (la pelle era optional), ed inoltre, il tetto apribile con guarnizioni che tendevano a deteriorarsi lasciando filtrare l'acqua dopo un acquazzone o un lavaggio. Tali problemi costituirono dei veri grattacapi per i progettisti, i quali alla fine riuscirono nell'intento di introdurre finiture più accurate e migliori materiali. La strumentazione era essenziale ed il disegno della plancia era tutt'altro che allegro e/o personale, ma questo elevato livello di sobrietà sarebbe stata una caratteristica che avrebbe accompagnato anche le due successive generazioni della Serie 3.  Sempre a proposito della plancia, va detto che venne ridisegnata, oltre che per renderne più attuale l'aspetto, anche per poter ospitare gli airbag, disponibili a richiesta.  Rimase però quasi immutato rispetto a prima il livello di abitabilità. Nonostante le dimensioni sensibilmente aumentate, lo spazio a disposizione dei passeggeri posteriori crebbe di soli 3.8 cm. Gli 11 cm in più nella lunghezza del corpo vettura vennero fondamentalmente dedicati all'adeguamento del frontale alle normative anticrash ed alla capacità del bagagliaio.

### Struttura, meccanica e motori

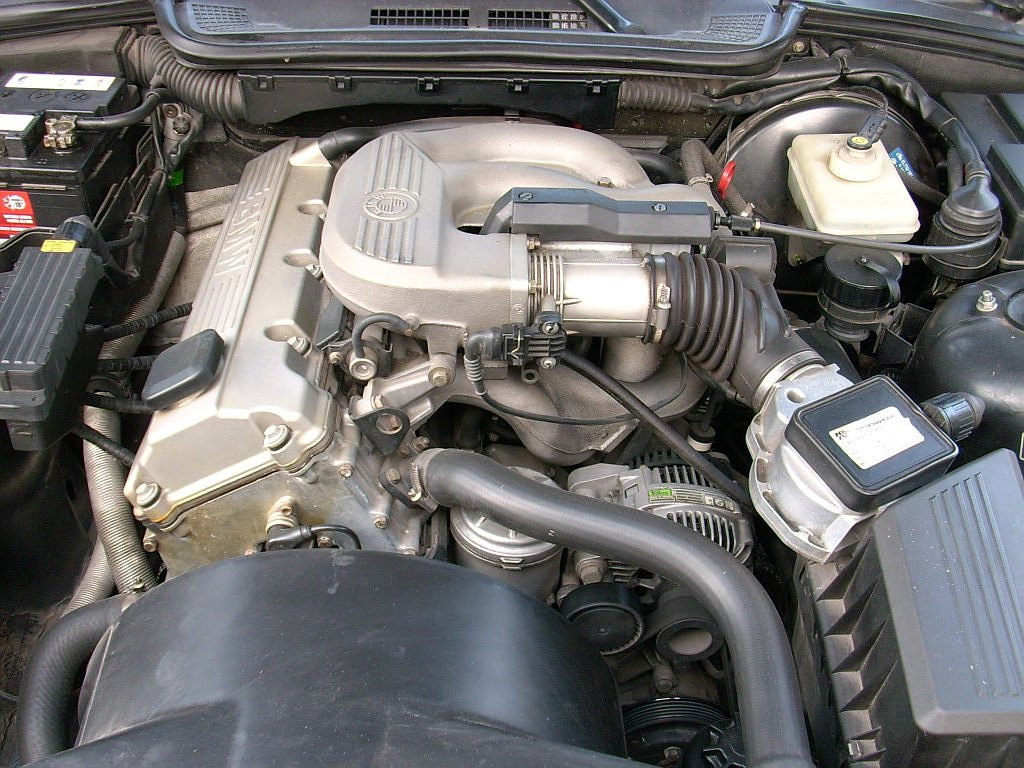
Il vano motore di una 316i, versione di base della gamma E36

Il modesto risultato di 1.5 stelle EuroNCAP ottenuto dalla E36 durante le prove di crash test non deve dare luogo ad equivoci: durante i crash test effettuati all'inizio della sua carriera, la E36 riuscì a soddisfare anche le normative USA dell'epoca, affermandosi quindi come un'auto ben progettata sotto il profilo della sicurezza. Merito anche della struttura monoscocca molto più rigida che non nella E30 (si parla di un 45% in più rispetto al modello uscente) e del passo molto più allungato (13 cm in più) rispetto al precedente modello, quest'ultimo un fattore che significava maggior stabilità alle alte velocità. Come già accennato, gran parte dell'aumento di ingombri in lunghezza venne dedicato alla realizzazione di un frontale caratterizzato da un più efficace assorbimento degli urti. Inoltre, vennero utilizzati in gran parte lamiere zincate e altre componenti di carrozzeria in plastica. Quest'ultima soluzione contribuì al contenimento del peso e quindi anche al risparmio di carburante. La stabilità su strada e quindi anche la sicurezza furono fattori ottimizzati anche dalla perfetta ripartizione dei pesi tra aventreno e retrotreno, esattamente del 50% su ogni asse. 
Per quanto riguardava le sospensioni, la BMW riprese l'avantreno della E30, con architettura di tipo MacPherson, mentre per quanto riguardava il retrotreno fece il suo debutto il nuovo schema Z-link sperimentato originariamente sulla concept che avrebbe dato i natali alla Z1. Questo nuovo schema, che pochi anni dopo si sarebbe evoluto come schema multilink e che in seguito sarebbe divenuta un must per tutti i modelli premium, fu all'epoca una delle prime soluzioni multilink mai introdotte in un'autovettura stradale (la prima fu la Mercedes-Benz 190 già nel 1982, ma prima della E36 vi fu anche la già citata Z1). Non era ancora un multilink in senso stretto, ma un braccio longitudinale coadiuvato da altri due bracci sovrapposti. Su entrambi gli assi furono montati ovviamente ammortizzatori idraulici telescopici, molle elicoidali e barre stabilizzatrici.
L'impianto frenante era di tipo misto nelle versioni con motore a 4 cilindri, mentre prevedeva freni a disco sulle quattro ruote nelle versioni con motore a 6 cilindri. In questo caso, i dischi anteriori erano di tipo autoventilante. L'ABS era di serie su tutta la gamma. Quanto allo sterzo, venne mantenuta l'economica ma efficace soluzione a cremagliera: il servosterzo era di serie su tutta la gamma, tranne che nei primissimi esemplari della versione di base, cioè la 316i. Ma pochissimo tempo dopo il lancio commerciale, anche questo modello poté usufruire della servoassistenza.
Al suo debutto, la E36 venne proposta in quattro motorizzazioni, tutte a benzina, tutte ad iniezione e tutte catalizzate:
- 316i, versione di accesso alla gamma, equipaggiata con il motore monoalbero M40 a 4 cilindri da 1596 cm³ già montato sulla 316i E30 ed in grado di erogare una potenza massima di 100 CV;
- 318i, con motore monoalbero M40 a 4 cilindri da 1796 cm³ della potenza massima di 113 CV;
- 320i, con il nuovo motore bialbero M50 a 6 cilindri da 1991 cm³ in grado di erogare una potenza massima di 150 CV;
- 325i, versione di punta equipaggiata con il nuovo bialbero M50 a 6 cilindri da 2494 cm³ della potenza massima di 192 CV.

Per quanto riguarda le varianti di trasmissione, era previsto di serie su tutta la gamma un cambio manuale a 5 marce, ma a richiesta si poteva optare per un cambio automatico con convertitore di coppia, che nelle versioni con motore a 4 cilindri (316i e 318i) era a 4 rapporti, mentre nelle altre due era a 5 rapporti.

### Dotazioni
Un altro dei punti deboli della E36 stava nella dotazione, non di certo da prima della classe, specie considerando il prezzo elevato di ogni versione. La dotazione di serie in comune tra tutte le versioni previste al debutto comprendeva per l'Italia: ABS, chiusura centralizzata, retrovisori esterni elettrici, servosterzo e vetri elettrici anteriori. Quanto elencato era tutto ciò che di serie si poteva trovare nei modelli 316i e 318i. I modelli per il mercato italiano 320i e 325i, invece, potevano contare anche su climatizzatore con funzione di ricircolo aria, vetri elettrici posteriori e volante regolabile, accessori che invece erano optional nei due modelli di base.
La lista optional comune a tutte le versioni comprendeva: airbag lato guida e passeggero, cambio automatico, divano posteriore sdoppiabile e tetto apribile. La 325i poteva avere a richiesta anche il controllo di trazione.

## Evoluzione

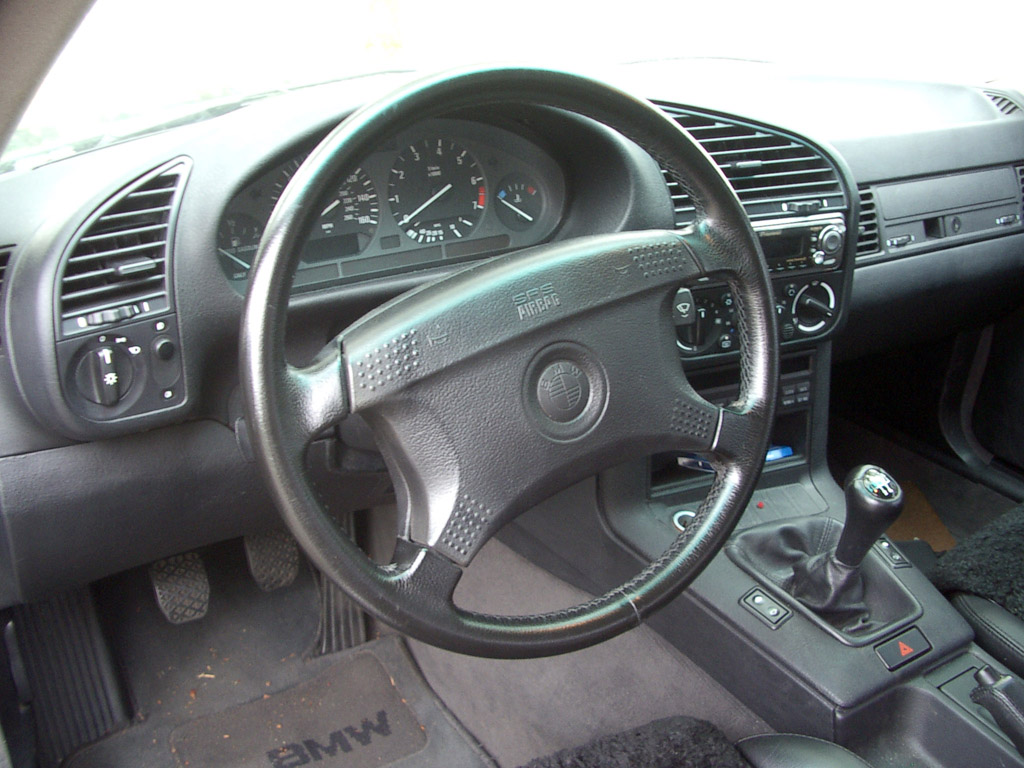
Il posto guida di una Serie 3 E36

La produzione venne quindi avviata nell'autunno del 1990, inizialmente nella sola versione berlina (che andava a sostituire sia la E30 a 4 porte che quella a 2 porte) e nelle quattro motorizzazioni descritte. Nel 1991 vi fu una prima novità che andò ad arricchire la gamma della neonata berlina bavarese: la 325td, prima E36 a gasolio equipaggiata con un motore turbodiesel da 2498 cm³ in grado di erogare una potenza massima di 116 CV. Il nuovo modello prese in pratica il posto della precedente 324td su base E30.
Nel marzo 1992 vi fu l'arrivo della versione coupé (sigla di progetto: E36/2), non solo una variante a 2 porte della berlina di base, ma una vettura con carrozzeria ridisegnata, anche se in maniera discreta e a prima vista poco appariscente. Tra le novità introdotte con la coupé vi fu l'arrivo del motore 1.8 bialbero da 140 CV, direttamente derivato dalla precedente 318is, e che in questo caso andò ad equipaggiare la nuova edizione della sportiva tedesca. Sempre nel 1992 le versioni 320i e 325i beneficiarono di alcune migliorie tecniche ai propulsori, migliorie che inclusero tra l'altro anche l'esordio della tecnologia VANOS relativa alla fasatura variabile della distribuzione. Entro la fine dello stesso anno vi fu il lancio della nuova M3, spinta da un nuovissimo motore da 3 litri in grado di erogare fino a 286 CV.

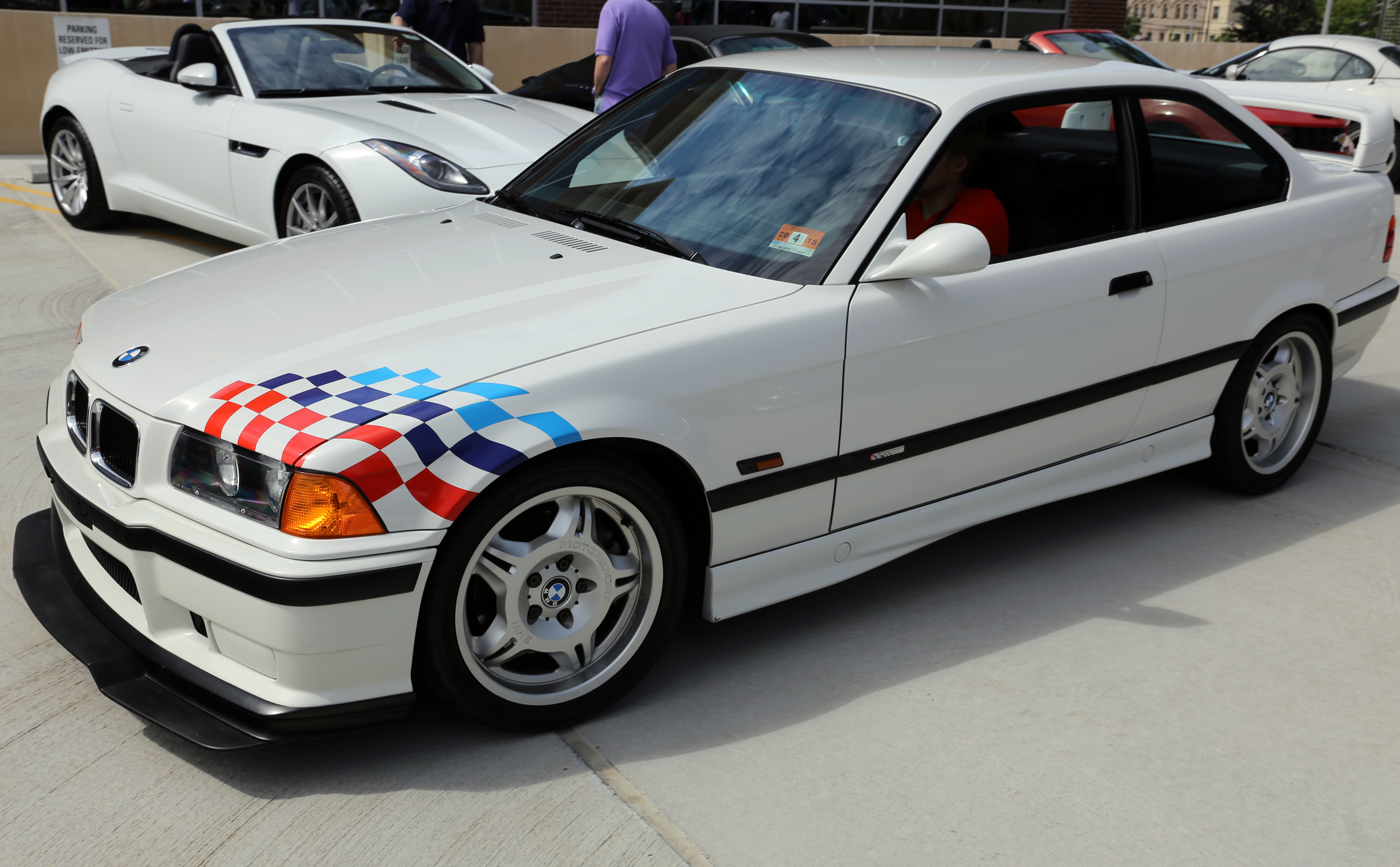
1995 BMW M3 Lightweight del 1995

Nel 1993, in primavera, vi fu l'arrivo della E36 cabriolet (sigla di progetto: E36/2C), che prese il posto della precedente cabriolet E30. Inoltre vennero introdotte due nuove versioni: prima di tutto, il motore 1.8 16v da 140 CV venne esteso anche alla 318is 4 porte, mentre sul fronte diesel, vi fu l'arrivo della 325tds, il cui motore, ripreso da quello della 325td, integrava anche l'intercooler, consentendo così di raggiungere una potenza massima di 143 CV. Sempre nel 1993 venne introdotto un allestimento semplificato denominato Europa, disponibile per tutta la gamma e caratterizzato dal prezzo leggermente più basso (circa 1 milione di lire in meno) in cambio della rinuncia ad una piccola parte della dotazione di serie. In più, vi furono alcuni aggiornamenti alle motorizzazioni a 4 cilindri, che migliorarono leggermente le caratteristiche di erogazione.
Nel 1994, dalla gamma E36 di normale produzione vennero derivate due nuove varianti: innanzitutto venne introdotta la versione station wagon, anche in questo caso denominata Touring (sigla di progetto: E36/3), che sancì la fine delle ultime E30, che fino a quel momento avevano resistito in listino proprio in configurazione giardinetta; ma la vera novità fu la prima BMW di segmento C, ossia la Serie 3 Compact, versione a due volumi e mezzo delle consuete berline E36. Un'altra novità dello stesso anno fu l'arrivo della 318tds, la più economica versione della gamma: con il suo motore turbodiesel da 1665 cm³, provvisto di intercooler, la potenza erogata era di appena 90 CV, ma i consumi erano decisamente inferiori a quelli di qualunque altra versione della gamma E36.

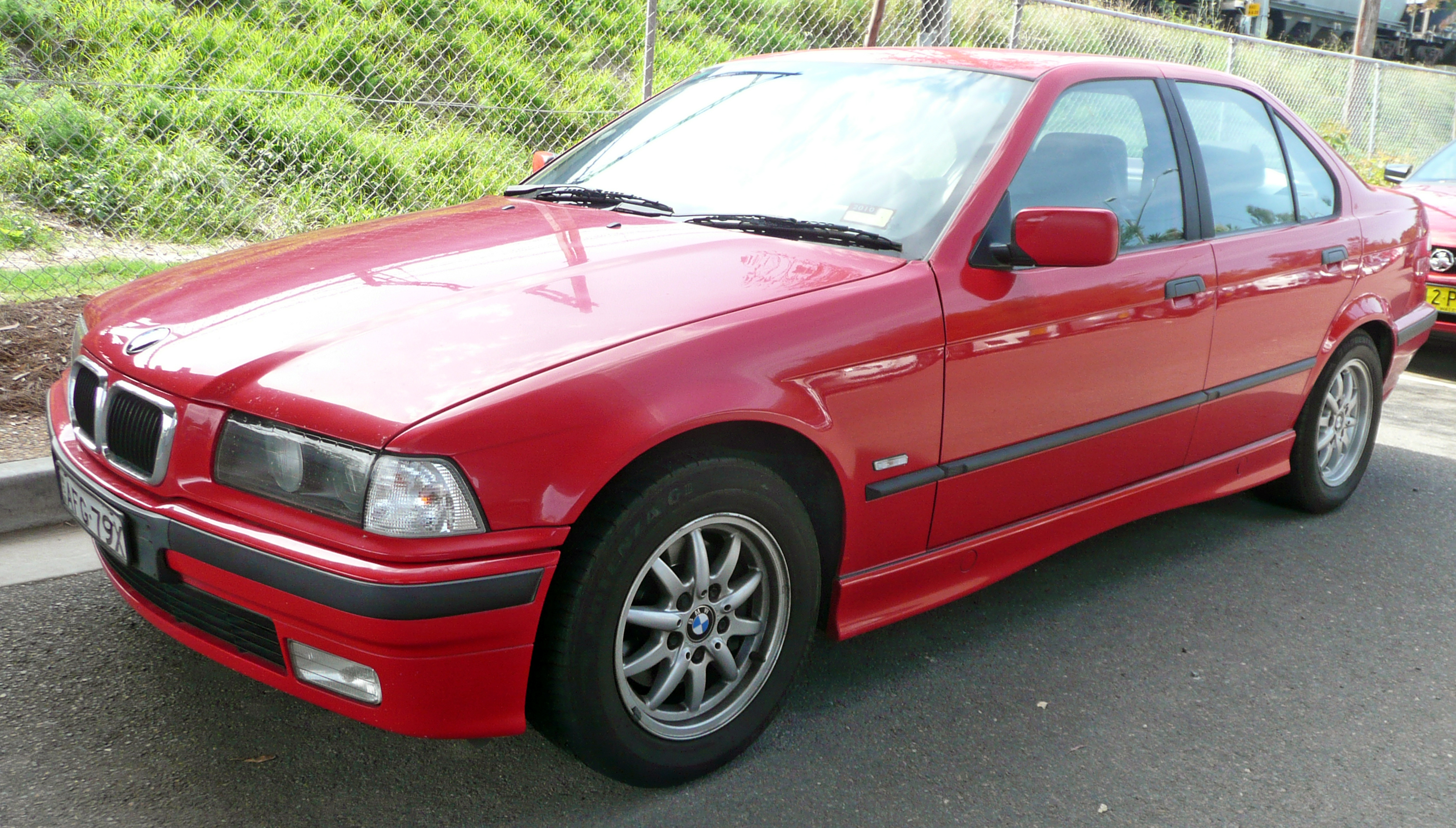
Una 323i, unica novità nella gamma E36 dopo il restyling, del quale si possono notare alcuni aggiornamenti

Sempre nel 1994 venne introdotta una versione a tiratura limitata della 318is, denominata 318is Racing, caratterizzata da uno stile marcatamente sportivo, con alettone posteriore, spoiler anteriore e minigonne, e la presenza di serie del differenziale autobloccante. Tra la fine del 1994 e l'inizio del 1995, la 325i venne sostituita dalla 328i, spinta da un motore da 2793 cm³ in grado di erogare fino a 193 CV di potenza massima, quindi praticamente identica a quella della 325i, ma con soglia di erogazione spostata a regime più basso e con un maggior picco di coppia motrice, anch'essa disponibile a regimi più ridotti. Ciò si tradusse in un comportamento su strada più pronto e in una maggior elasticità.
Nel corso del 1995, arrivò anche il restyling di mezza età, peraltro abbastanza leggero e poco visibile. Vennero in ogni caso ridisegnati i paraurti, tra l'altro proposti in tinta con la carrozzeria, e la calandra. Anche i gruppi ottici anteriori ricevettero degli aggiornamenti (le lampade passarono dal tipo H1 al tipo H7) e le plastiche degli indicatori di direzione divennero bianche. Le calotte degli specchietti retrovisori esterni vennero rimodellate per meglio rispondere ad esigenze di tipo aerodinamico e diminuire così il fruscio del vento che in precedenza era avvertibile anche dall'interno dell'abitacolo. Arrivarono anche nuovi cerchi in lega di diverso disegno. Anche all'interno dell'abitacolo gli aggiornamenti furono poco visibili: si ebbero nuovi rivestimenti in tessuto ed una plancia resa più moderna, mentre il volante ricevette un nuovo stemma della Casa, questa volta colorato, mentre prima era semplicemente impresso nella plastica del volante stesso. Su tutta la gamma divenne di serie l'airbag per il passeggero. Dal punto di vista tecnico, vi furono alcuni leggeri aggiornamenti nel comparto sospensioni, ed in particolare delle barre stabilizzatrici. Per quanto riguardava i motori, l'unica grande novità fu l'introduzione della 323i, modello che andò a colmare il gap creatosi tra la 320i e la 328i dopo l'uscita di produzione della 325i. Il suo motore, tra l'altro, fu una riedizione aggiornata del precedente 6 cilindri da 2.5 litri, ma con potenza ridotta a 170 CV. 
Nel 1996, vi furono altre novità alla gamma: la M3 ricevette un nuovo motore da 3.2 litri in grado di sviluppare 321 CV, mentre la 318is vide l'arrivo di un nuovo 1.9 a benzina, lo stesso montato sulla roadster Z3, sempre della potenza di 140 CV, ma con un picco di coppia leggermente più elevato e disponibile ad un regime leggermente più ridotto. Nessuna novità per il 1997, mentre al Salone di Ginevra del 1998 venne presentata la quarta generazione della Serie 3, siglata E46, e che sancì la fine della carriera della E36, ma solo in versione berlina. Coupé e Touring continuarono a rimanere in listino ancora per poco più di un anno, e vennero tolte di listino nel 1999, dopodiché fu solo la cabriolet a rimanere nella gamma della Serie 3 vera e propria. Il suo pensionamento avvenne nel 2000, assieme all'ultimissimo modello ufficialmente integrato nella gamma E36, ossia la Compact. Come già avvenuto l'anno prima per le varie Touring e Coupé, anche Cabriolet e Compact vennero sostituite dalle corrispondenti versioni su base E46.

### E36 Touring

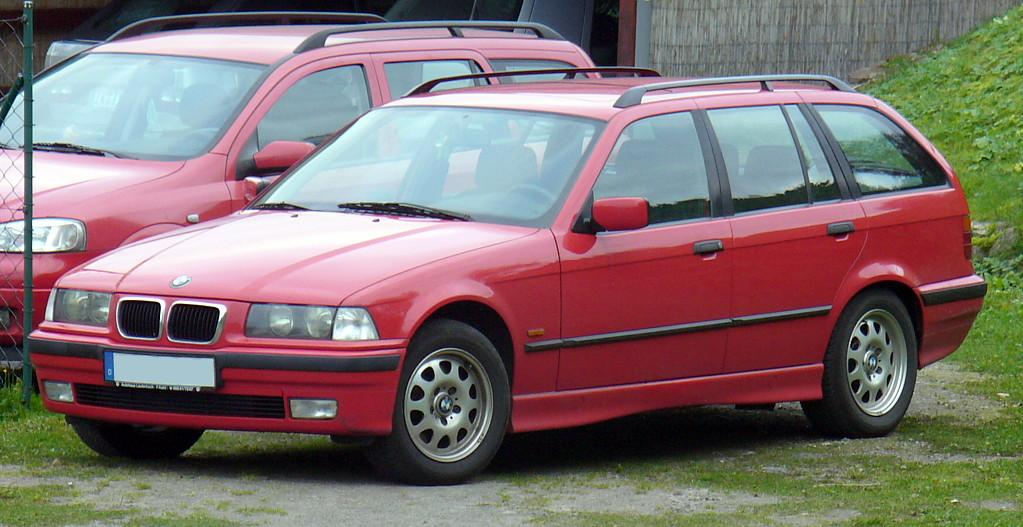
Una E36 Touring, versione station wagon della gamma E36

Le prime foto ufficiali della nuova familiare BMW vennero diffuse tra la fine del 1993 e l'inizio del 1994: saltò subito all'occhio l'impronta sportiveggiante data alla vettura, che non doveva apparire come una paciosa station wagon tutta spazio e razionalità, ma doveva mantenere quella grinta che già caratterizzava le altre tre versioni già in commercio. Pertanto vennero mantenute caratteristiche come l'abitacolo arretrato e di conseguenza il lungo cofano motore, ma ne vennero introdotte anche altre, come per esempio il lunotto non verticale, ma inclinato per conferire maggior sportività alla vista d'insieme. Crebbe la capacità di carico, pari a 340 litri del solo bagagliaio con tendina copribagagli distesa. A pieno carico, ed abbattendo lo schienale posteriore, si potevano anche raggiungere ben 1.320 litri contro i 1.187 della precedente Touring su base E30.
Al suo esordio, la Touring E36 era disponibile in quattro motorizzazioni, due a benzina e due turbodiesel, tutti mutuati dalla berlina di normale produzione:
- 320i, spinta dallo stesso 2 litri da 150 CV della berlina (con tecnologia Vanos);
- 328i, con motore 2.8 da 193 CV;
- 318tds, con l'economico motore da 1.7 litri e 90 CV;
- 325tds, equipaggiata dal 2.5 litri da 143 CV.

Nella seconda metà del 1995, la gamma si completò verso il basso con l'arrivo dei modelli 316i Touring e 318i Touring, spinta dai consueti motori 1.6 e 1.8 a benzina da 102 e 115 CV. Il modello meno potente, non fu previsto inizialmente in alcuni mercati, come per esempio in Italia. Vi fu anche l'esordio della 323i Touring, meccanicamente sempre identica alla berlina. Anche nel caso della Touring, non vi furono novità di rilievo nel 1997, mentre nel 1998, contemporaneamente all'uscita di produzione della berlina, vi fu l'arrivo della 316i Touring anche nel mercato italiano. Ma nel 1999 la E36 Touring venne definitivamente tolta di listino, sostituita dalla E46 Touring.

### E36 Coupé

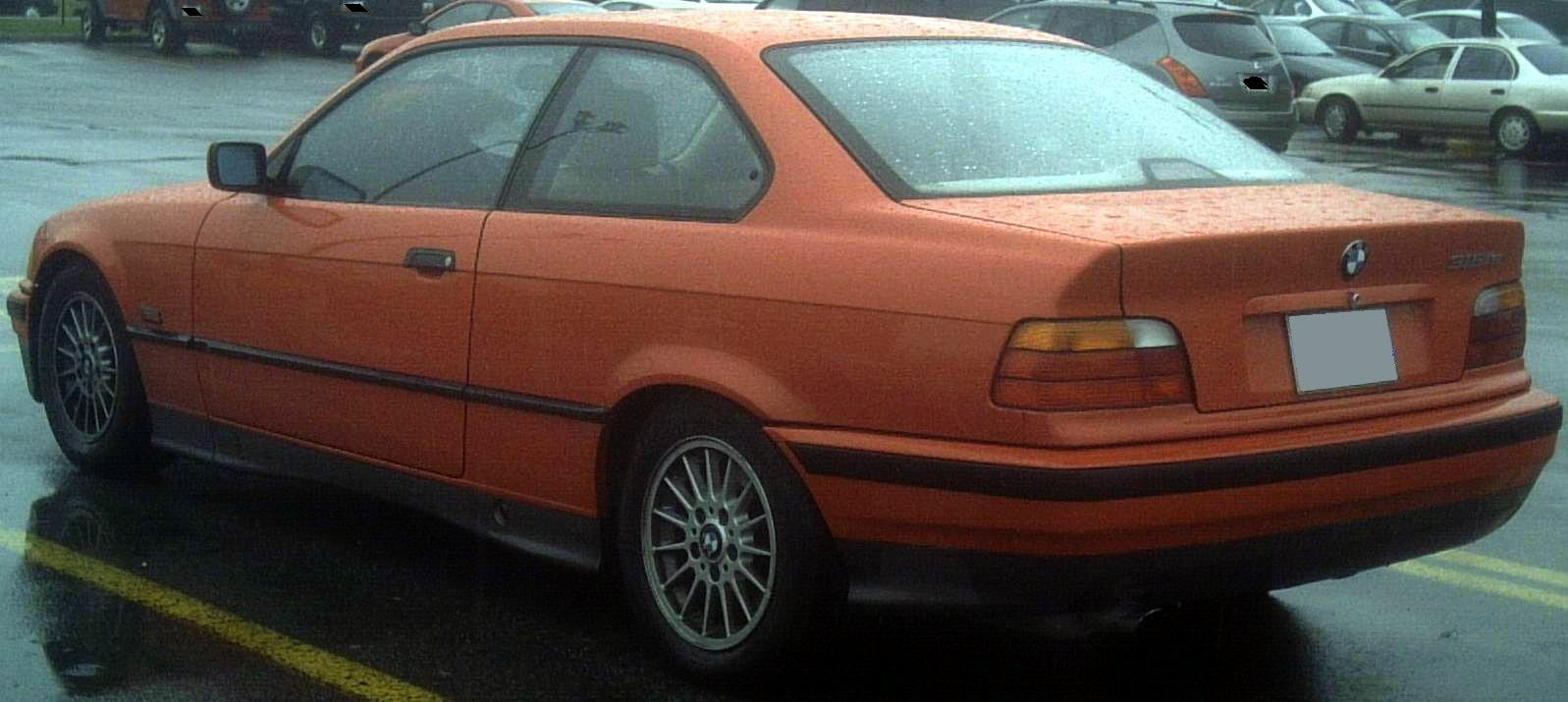
Vista posteriore di una Serie Coupé E36, che evidenzia alcune differenze con la berlina

La coupé su base E36 venne introdotta nel marzo 1992: apparentemente molto simile alla berlina da cui deriva, nascondeva in realtà molti particolari del tutto rivisti. Se si esclude il più evidente, ossia la presenza di due sole porte anziché quattro, la E36 Coupé era caratterizzata da una carrozzeria ridisegnata. La parte superiore del corpo vettura, quella che comprende la superficie vetrata, mostrava il differente andamento dei montanti, sia quelli posteriori che quelli anteriori, in entrambi i casi più inclinati. Ciò portava come conseguenza anche il fatto di avere un tetto più basso e quindi un corpo vettura più profilato. Anche il montante centrale era più nascosto, e comunque non era integrato nelle due portiere. In conseguenza di tutto ciò, anche i finestrini, sia quelli discendenti che quelli fissi, erano ridisegnati, in particolare quelli posteriori. Posteriormente si potevano invece notare i fari ridisegnati, più ridotti in altezza e meno spigolosi; anche le frecce anteriori presentano un disegno più affusolato. All'interno dell'abitacolo, anche se la vettura era omologata per cinque persone, l'abitabilità era buona solo per quattro, e più che altro solo nei sedili anteriori, mentre chi sedeva dietro si trovava in ogni caso un po' più sacrificato. Per il resto, si ritrovavano le stesse caratteristiche delle altre versioni della gamma E36.
Al suo debutto, la E36 Coupé era disponibile nelle seguenti versioni:
- 318is, vera novità della gamma, inizialmente non prevista per altre configurazioni di carrozzeria ed equipaggiata con il 1.8 16v da 140 CV, già visto nella 318is E30;
- 320i, spinta dal 2 litri da 150 CV presente anche nelle altre varianti di carrozzeria;
- 325i, equipaggiata dal 2.5 litri da 192 CV anch'esso già proposto sulla berlina;
- M3, versione top, spinta dal potente 3 litri da 286 CV.

Nel 1993 la gamma si arricchì con l'arrivo della 316i Coupé, con la quale si voleva dare la possibilità di avere una Serie 3 Coupé anche a chi disponeva di budget più limitati. Contemporaneamente, anche per la coupé venne introdotto l'allestimento Europa, più semplificato ed economico. Anche la coupé, inoltre, beneficiò degli aggiornamenti previsti anche per le altre versioni relativamente alla base della gamma.
Alla fine del 1994, in contemporanea con berlina, cabriolet e Touring, la 325i venne sostituita dalla 328i Coupé da 193 CV, mentre nel 1995, in occasione del restyling di mezza età, venne introdotta anche la 323i Coupé con motore da 170 CV. Nel 1996 il nuovo motore da 1895 cm³ e 140 CV equipaggiò la nuova versione della 318is Coupé. Da questo momento in poi non vi furono più novità di sorta, e la E36 Coupé si avviò così alla fase conclusiva della sua carriera, terminata nel 1999 con il lancio della nuova Coupé E46.

### E36 Cabriolet

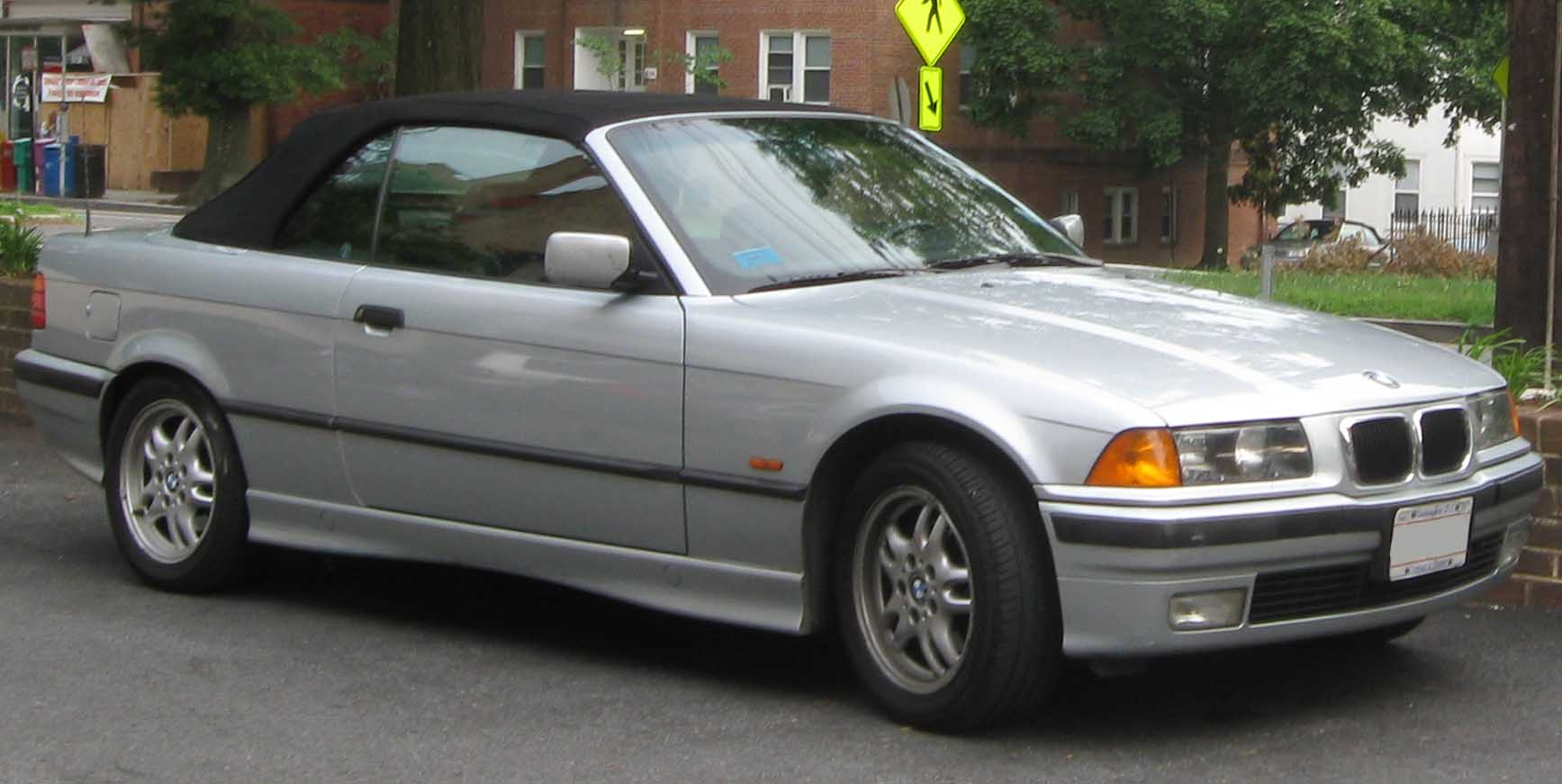
Una E36 Cabriolet

Nella primavera del 1993 venne lanciata la E36 Cabrio, che andò a sostituire la cabriolet su base E30 prodotta e commercializzata fino a quel momento. La nuova convertibile apparve subito molto più elegante della precedente e fu realizzata sulla base della coupé, della quale conservò molte componenti (tra cui i fari posteriori) e la configurazione a due porte. La capote in tela venne realizzata in maniera esemplare, sia sotto il profilo della funzionalità (tenuta all'acqua, qualità del tessuto, praticità di utilizzo, ecc.) sia sotto il profilo del design, visto che anche a capote chiusa la E36 cabriolet conservava un equilibrio formale praticamente perfetto. 
Per la realizzazione della cabriolet furono apportate le necessarie modifiche strutturali alla scocca, indispensabili per garantire un'adeguata rigidezza torsionale al corpo vettura. In questo modo la cabriolet arrivò ad un aumento di peso di circa 120 kg rispetto alle corrispondenti versioni chiuse. Di serie, la capote era a chiusura manuale, ma a richiesta si poteva ottenere il dispositivo di apertura e chiusura ad azionamento elettrico. In questo caso, il funzionamento veniva interdetto in caso di velocità superiori a 5 km/h. Sia che fosse ad azionamento manuale o elettrico, la capote andava a riporsi in un apposito vano situato alle spalle dei passeggeri posteriori, tra lo schienale ed il bagagliaio.  Se la coupé imponeva un po' di sacrifici ai passeggeri posteriori, nella cabrio il problema si presentava ancor più evidente, poiché il fatto di avere a che fare con una capote e con la necessità di doverla poter aprire e chiudere comportava la presenza di uno spazio nella zona posteriore della linea di cintura da dedicare a tali operazioni e quindi non fu più possibile omologare la vettura per cinque persone. In ogni caso, anche i due passeggeri posteriori andavano a trovarsi più stretti. Tra gli accessori a richiesta specifici della Cabrio, vi erano i roll-bar ad estrazione automatica, mentre di serie la vettura era equipaggiata con il dispositivo crash control, che in caso di collisione metteva in atto una serie di misure atte a limitare i danni agli occupanti.
Al suo debutto, la E36 Cabrio fu proposta in un'unica motorizzazione, vale a dire il motore da 2.5 litri e 192 CV. La sola versione che esordì sul mercato fu quindi la 325i Cabrio. Nel mese di settembre del 1993, la lista optional si arricchì di un hard-top fisso da montare in sostituzione della capote. Nel corso del 1994, invece, la gamma si estese notevolmente con l'arrivo dei modelli 320i e 318i, nonché della potente ed esclusiva M3 Cabrio. Alla fine dello stesso anno, la 325i Cabrio venne sostituita dalla 328i Cabrio, con motore più ricco di coppia. Nel 1995 arrivò il restyling, ma senza particolari novità dal punto di vista della gamma, e non ve ne sarebbero stati più fino alla fine della carriera del modello, uscito di produzione nel 2000.

## Riepilogo caratteristiche
Di seguito vengono riepilogate le caratteristiche relative alle varie versioni previste per la gamma E36.
| Modello                                           | Carrozzeria        | Motore             | Cilindrata cm³     | Alimentazione                                  | Potenza CV/rpm     | Coppia Nm/rpm      | Massa a vuoto (kg) | Velocità max       | Acceler. 0–100 km/h | Consumo (l/100 km) | Anni di produzione |
| Versioni a benzina                                | Versioni a benzina | Versioni a benzina | Versioni a benzina | Versioni a benzina                             | Versioni a benzina | Versioni a benzina | Versioni a benzina | Versioni a benzina | Versioni a benzina  | Versioni a benzina | Versioni a benzina |
| ------------------------------------------------- | ------------------ | ------------------ | ------------------ | ---------------------------------------------- | ------------------ | ------------------ | ------------------ | ------------------ | ------------------- | ------------------ | ------------------ |
| 316i                                              | berlina            | M40B16             | 1596               | Iniezione elettronica indiretta                | 100/5500           | 141/4250           | 1.130              | 191                | 12"9                | 7.9                | 1990-93            |
| 316i                                              | berlina            | M43B16             | 1596               | Iniezione elettronica indiretta                | 102/5500           | 150/3900           | 1.190              | 195                | 12"7                | 7.4                | 1993-98            |
| 316i                                              | Touring            | M43B16             | 1596               | Iniezione elettronica indiretta                | 102/5500           | 150/3900           | 1.280              | 191                | 13"2                | 8                  | 1995-991           |
| 316i                                              | Coupé              | M43B16             | 1596               | Iniezione elettronica indiretta                | 102/5500           | 150/3900           | 1.190              | 195                | 12"7                | 7.4                | 1993-99            |
| 318i                                              | berlina            | M40B18             | 1796               | Iniezione elettronica indiretta                | 113/5500           | 165/4250           | 1.145              | 198                | 11"3                | 8.3                | 1990-93            |
| 318i                                              | berlina            | M43B18             | 1796               | Iniezione elettronica indiretta                | 115/5500           | 168/3900           | 1.205              | 201                | 11"3                | 7.6                | 1993-98            |
| 318i                                              | Touring            | M43B18             | 1796               | Iniezione elettronica indiretta                | 115/5500           | 168/3900           | 1.280              | 197                | 11"7                | 8.1                | 1995-99            |
| 318i                                              | Cabrio             | M43B18             | 1796               | Iniezione elettronica indiretta                | 115/5500           | 168/3900           | 1.355              | 194                | 12"5                | 7.9                | 1994-2000          |
| 318is                                             | berlina            | M42B18             | 1796               | Iniezione elettronica indiretta                | 140/6000           | 175/4500           | 1.240              | 213                | 10"2                | 8.3                | 1993-95            |
| 318is                                             | berlina            | M44B19             | 1895               | Iniezione elettronica indiretta                | 140/6000           | 180/4300           | 1.260              | 213                | 10"2                | 8                  | 1995-98            |
| 318is                                             | coupé              | M42B18             | 1796               | Iniezione elettronica indiretta                | 140/6000           | 175/4500           | 1.240              | 213                | 10"2                | 8.3                | 1992-95            |
| 318is                                             | coupé              | M44B19             | 1895               | Iniezione elettronica indiretta                | 140/6000           | 180/4300           | 1.260              | 213                | 10"2                | 8                  | 1995-99            |
| 320i                                              | berlina            | M50B20             | 1991               | Iniezione elettronica indiretta                | 150/6000           | 190/4700           | 1.270              | 214                | 9"8                 | 9.5                | 1990-92            |
| 320i                                              | berlina            | M50TUB20           | 1991               | Iniezione elettronica indiretta                | 150/5900           | 190/4200           | 1.315              | 214                | 10"                 | 8.8                | 1992-94            |
| 320i                                              | berlina            | M52B20             | 1991               | Iniezione elettronica indiretta                | 150/5900           | 190/4200           | 1.315              | 214                | 10"                 | 8.8                | 1994-98            |
| 320i                                              | Touring            | M50TUB20           | 1991               | Iniezione elettronica indiretta                | 150/5900           | 190/4200           | 1.345              | 212                | 10"2                | 9                  | 1994-99            |
| 320i                                              | Coupé              | M50B20             | 1991               | Iniezione elettronica indiretta                | 150/6000           | 190/4700           | 1270               | 214                | 9"8                 | 9.5                | 1992               |
| 320i                                              | Coupé              | M50TUB20           | 1991               | Iniezione elettronica indiretta                | 150/5900           | 190/4200           | 1.315              | 214                | 10"                 | 8.8                | 1992-94            |
| 320i                                              | Coupé              | M52B20             | 1991               | Iniezione elettronica indiretta                | 150/5900           | 190/4200           | 1.300              | 214                | 9"9                 | 8.8                | 1994-99            |
| 320i                                              | Cabrio             | M52B20             | 1991               | Iniezione elettronica indiretta                | 150/5900           | 190/4200           | 1.410              | 211                | 10"6                | 9                  | 1994-2000          |
| 323i                                              | berlina            | M52B25             | 2494               | Iniezione elettronica indiretta                | 170/5500           | 245/3950           | 1.310              | 227                | 8"                  | 9                  | 1996-98            |
| 323i                                              | Touring            | M52B25             | 2494               | Iniezione elettronica indiretta                | 170/5500           | 245/3950           | 1.365              | 223                | 8"3                 | 9                  | 1995-99            |
| 323i                                              | Coupé              | M52B25             | 2494               | Iniezione elettronica indiretta                | 170/5500           | 245/3950           | 1.310              | 227                | 8"                  | 9                  | 1996-99            |
| 325i                                              | berlina            | M50B25             | 2494               | Iniezione elettronica indiretta                | 192/6000           | 245/4700           | 1.295              | 233                | 7"9                 | 9.5                | 1990-92            |
| 325i                                              | berlina            | M50TUB25           | 2494               | Iniezione elettronica indiretta                | 192/5900           | 245/4200           | 1.330              | 233                | 8"                  | 8.8                | 1992-95            |
| 325i                                              | Coupé              | M50B25             | 2494               | Iniezione elettronica indiretta                | 192/6000           | 245/4700           | 1.295              | 233                | 7"9"                | 9.5                | 1992               |
| 325i                                              | Coupé              | M50TUB25           | 2494               | Iniezione elettronica indiretta                | 192/5900           | 245/4200           | 1.330              | 233                | 8"                  | 8.8                | 1992-95            |
| 325i                                              | Cabrio             | M50TUB25           | 2494               | Iniezione elettronica indiretta                | 192/5900           | 245/4200           | 1.450              | 229                | 8"6                 | 9                  | 1993-95            |
| 328i                                              | berlina            | M52B28             | 2793               | Iniezione elettronica indiretta                | 193/5300           | 280/3950           | 1.320              | 236                | 7"3                 | 9.2                | 1995-98            |
| 328i                                              | Touring            | M52B28             | 2793               | Iniezione elettronica indiretta                | 193/5300           | 280/3950           | 1.365              | 230                | 7"4                 | 9.3                | 1995-99            |
| 328i                                              | Coupé              | M52B28             | 2793               | Iniezione elettronica indiretta                | 193/5300           | 280/3950           | 1.320              | 236                | 7"3                 | 9.2                | 1995-99            |
| 328i                                              | Cabrio             | M52B28             | 2793               | Iniezione elettronica indiretta                | 193/5300           | 280/3950           | 1.430              | 230                | 7"7                 | 9.3                | 1995-2000          |
| M3                                                | berlina            | S50B30             | 2990               | Iniezione elettronica indiretta                | 286/7000           | 320/3600           | 1.460              | 250                | 6"                  | 9.1                | 1994-96            |
| M3                                                | berlina            | S50B32             | 3201               | Iniezione elettronica indiretta                | 321/7400           | 350/3250           | 1.460              | 250                | 5"5                 | 11                 | 1996-99            |
| M3                                                | Coupé              | S50B30             | 2990               | Iniezione elettronica indiretta                | 286/7000           | 320/3600           | 1.460              | 250                | 6"                  | 9.1                | 1992-96            |
| M3                                                | Coupé              | S50B32             | 3201               | Iniezione elettronica indiretta                | 321/7400           | 350/3250           | 1.460              | 250                | 5"5                 | 11                 | 1996-99            |
| M3                                                | Cabrio             | S50B30             | 2990               | Iniezione elettronica indiretta                | 286/7000           | 320/3600           | 1.540              | 250                | 6"2                 | 9.1                | 1994-96            |
| M3                                                | Cabrio             | S50B32             | 3201               | Iniezione elettronica indiretta                | 321/7400           | 350/3250           | 1.540              | 250                | 5"6                 | 11.1               | 1996-2000          |
| M3 GT                                             | Coupé              | S50B30             | 2990               | Iniezione elettronica indiretta                | 295/7000           | 323/3900           | 1.440              | 250                | 5"9                 | 9.1                | 1995               |
| Versioni a gasolio                                |                    |                    |                    |                                                |                    |                    |                    |                    |                     |                    |                    |
| 318tds                                            | berlina            | M41D17             | 1665               | turbodiesel + intercooler, iniezione indiretta | 90/4400            | 190/2000           | 1.280              | 182                | 14"2                | 6.5                | 1994-98            |
| 318tds                                            | Touring            | M41D17             | 1665               | turbodiesel + intercooler, iniezione indiretta | 90/4400            | 190/2000           | 1.325              | 179                | 14"5                | 6.5                | 1994-99            |
| 325td                                             | berlina            | M51D25             | 2498               | turbodiesel iniezione indiretta                | 115/4800           | 222/1900           | 1.335              | 198                | 12"                 | 6.9                | 1991-98            |
| 325tds                                            | berlina            | M51D25             | 2498               | turbodiesel + intercooler, iniezione indiretta | 143/4800           | 260/2200           | 1.350              | 214                | 10"4                | 6.7                | 1993-98            |
| 325tds                                            | Touring            | M51D25             | 2498               | turbodiesel + intercooler, iniezione indiretta | 143/4800           | 260/2200           | 1.410              | 206                | 10"5                | 7.3                | 1994-99            |
| Note: 1Nel mercato italiano solo dal 1998 al 1999 |                    |                    |                    |                                                |                    |                    |                    |                    |                     |                    |                    |

### Dati di produzione
La produzione della terza generazione della Serie 3, ossia la E36, si articolò durante l'intero arco degli anni novanta in cinque stabilimenti dislocati in ogni angolo del pianeta. Per quanto riguarda la produzione in Europa, essa ebbe luogo nei due stabilimenti tedeschi di Monaco di Baviera e di Ratisbona. Due furono anche gli stabilimenti dediti alla produzione nel continente americano: uno a Greer, in Carolina del Sud (USA) ed uno a Toluca (Messico). Infine, un quinto stabilimento dedicato alla produzione della E36 era ubicato al Cairo, in Egitto. La produzione totale della E36 fu di 2.236.179 esemplari, dei quali 71.242 erano M3 (in tutte e tre le configurazioni di carrozzeria previste). Al totale non è stata invece inclusa la produzione della Compact E36, che comunque fu di 431.527 esemplari.
Di seguito viene mostrata la produzione della Serie 3 (sempre includendo i modelli M3, ma escludendo le Compact) per modello e carrozzeria:
| Serie 3 E36 | Berlina | Touring | Coupé   | Cabriolet |
| ----------- | ------- | ------- | ------- | --------- |
| 316i        | 333.170 | 17.366  | 51.014  | -         |
| 318i        | 493.938 | 32.543  | -       | 35.284    |
| 318is       | -       | -       | 148.772 | -         |
| 320i        | 224.587 | 23.637  | 71.568  | 30.565    |
| 323i        | 35.811  | 8.435   | 26.684  | -         |
| 325i        | 173.578 | -       | 44.446  | 38.805    |
| 328i        | 75.667  | 10.618  | 44.176  | 49.841    |
| 318tds      | 48.520  | 24.976  | -       | -         |
| 325td       | 55.249  | -       | -       | -         |
| 325tds      | 53.651  | 12.036  | -       | -         |

### Le altre Serie 3 E36
Le varianti di E36 descritte finora non furono affatto le uniche esistite (o esistenti), poiché ne furono proposte anche altre in via meno ufficiale, anche se in realtà non facenti parte della gamma E36.

## Versioni speciali

### Le versioni Alpina-BMW

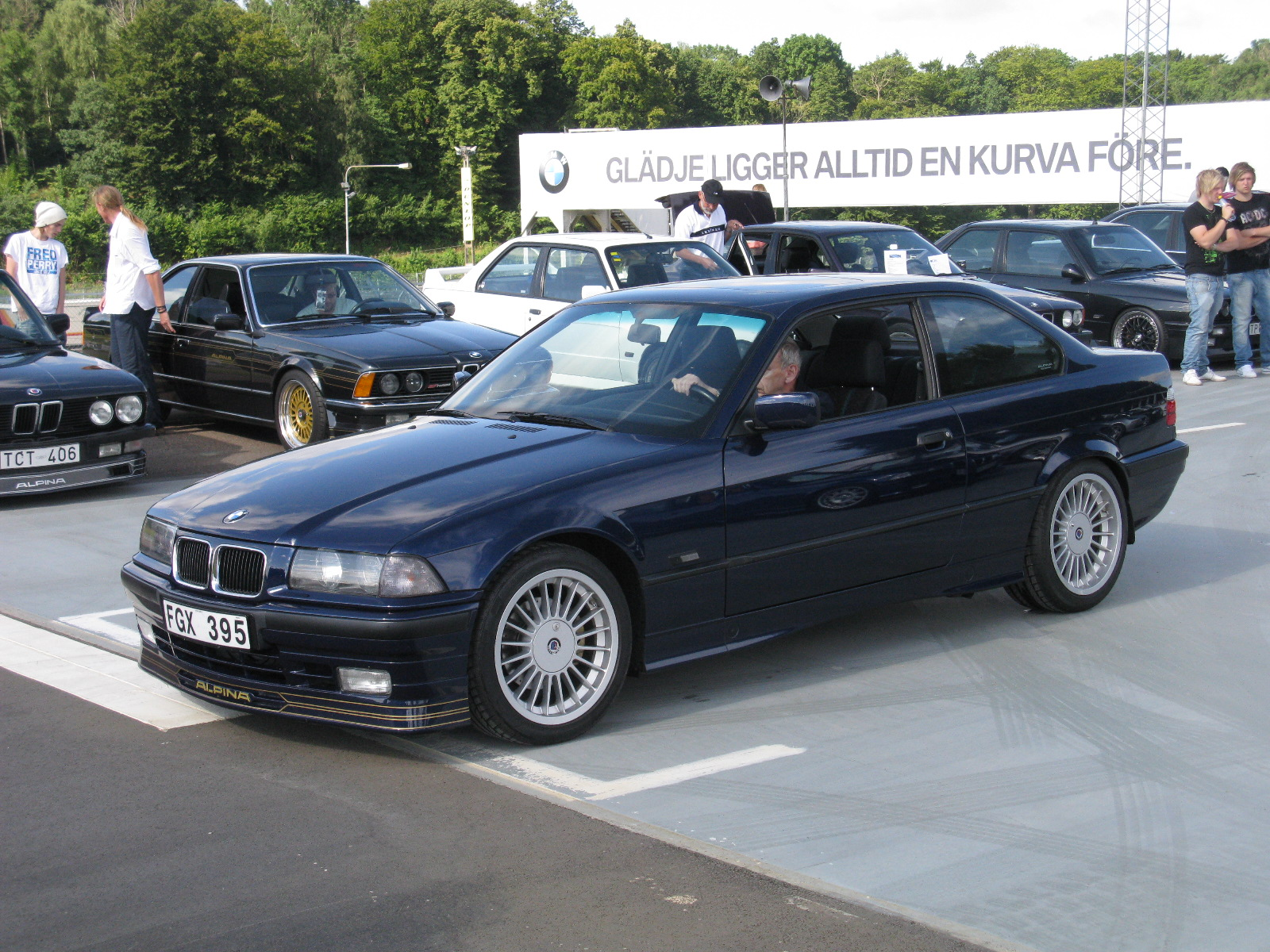
BMW Alpina B3 3.0 Coupe

La Alpina Burkard Bovensiepen, nota per essere un piccolo costruttore tedesco di particolari versioni di BMW, con allestimenti assai lussuosi ed esclusivi, non si fece scappare le possibilità offerte dalla Serie 3 E36 e già nel marzo del 1991, al Salone di Ginevra, presentò la B6 2.8, equipaggiata con un motore da 2752 cm³ derivato dalla rialesatura del 2.5 litri di normale produzione che equipaggiava la 325i, sulla base della quale nacque proprio questa vettura particolare ed esclusiva. La potenza massima di tale motore raggiungeva 240 CV, con coppia massima di 293 Nm, abbastanza per spingere la vettura ad oltre 250 km/h. La commercializzazione della B6 2.8 fu avviata solo l'anno successivo, nel marzo del 1992, per concludersi nell'estate del 1993, dopo essere stata prodotta in 136 esemplari.
La B6 2.8 venne sostituita a metà del 1993 dalla B3 3.0, che montava un motore da 2997 cm³, nato a partire dalla precedente unità da 2.8 litri, e che in questo caso raggiungeva una potenza massima di 250 CV. La velocità massima superava i 260 km/h e lo scatto da 0 a 100 km/h richiedeva solo 6"1 se con cambio manuale a 5 marce, o 6"4 se con cambio automatico Switchtronic. La produzione totale fu di 749 esemplari e terminò nel febbraio del 1996. Subito dopo fu lanciata la sua naturale evoluzione, la B3 3.2, il cui motore da 3152 cm³ rappresentava una nuova evoluzione dello stesso motore dei modelli precedenti. In questo caso la potenza massima saliva a 265 CV, con accelerazione da 0 a 100 km/h in 5"9.  Queste non furono le uniche Alpina su base E36: vi fu infatti un modello che si pose al top della gamma, più performante, raffinato e costoso dei modelli appena descritti, economicamente già decisamente impegnativi. Questo modello fu la B8 4.6, il cui motore V8 da 4619 cm³ raggiungeva un picco di potenza pari a ben 333 CV, spingendo la vettura ad oltre 280 km/h. Introdotta nel 1995, la B8 4.6 fu prodotta fino alla fine del 1998 in 221 esemplari.

### La TC Baur

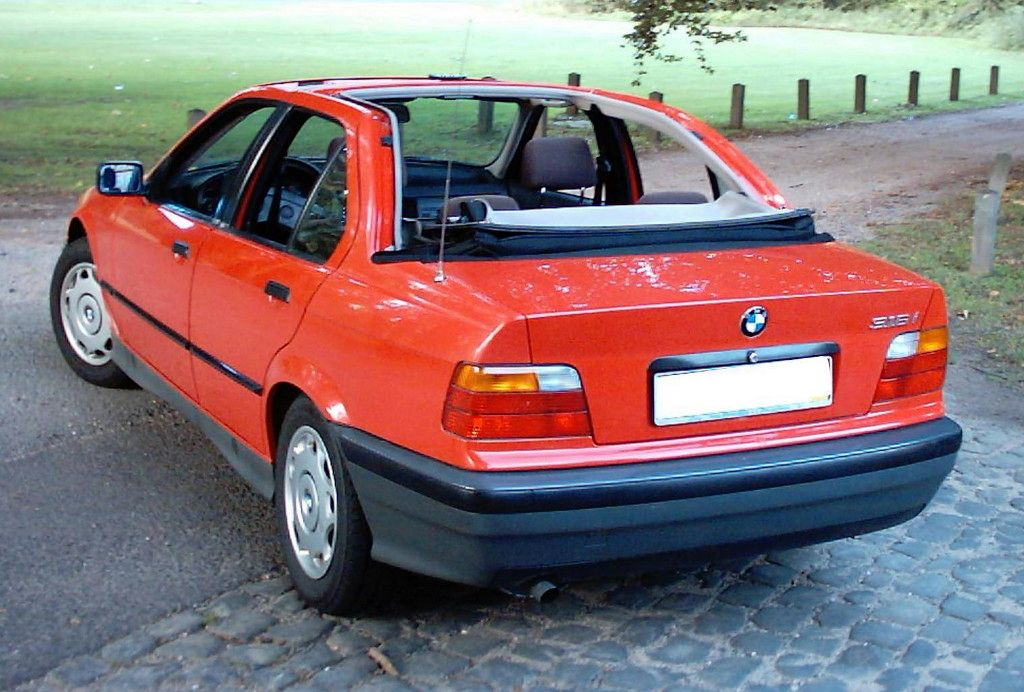
Una E36 con carrozzeria Top Cabriolet della Baur

Le due precedenti generazioni di Serie 3 (la E30 e la E21) erano state previste anche con carrozzeria Top Cabriolet realizzata dalla Baur di Stoccarda. Ciò non avvenne ufficialmente nel caso della E36, ma la Baur realizzò su richiesta dei clienti alcuni esemplari con carrozzeria di tipo "targa", simile a quella proposta nelle serie E30 ed E21. La trasformazione poteva essere realizzata sulla base di qualsiasi versione, e quindi con qualsiasi motorizzazione